# シニャンガ州
シニャンガ州（シニャンガしゅう、スワヒリ語: Mkoa wa Shinyanga）は、タンザニア北部の州である。人口2,796,630人（2002年）、州都は州の中央に位置するシニャンガである。2012年にゲイタ州、シミユ州が分離した。

## 隣接州
北部にムワンザ州、東部にシミユ州、南部にタボーラ州、西部にゲイタ州、南東部にシンギダ州に接している。州の北東部には、隣接する州を跨いでセレンゲティ国立公園が設けられている。

## 下位行政区画
- Kahama Urban District
- Kahama Rural District（Msalala (Distrikt)、Ushetu (Distrikt)）
- Shinyanga Urban District
- Shinyanga Rural District
- Kishapu District